# Anna Kopińska

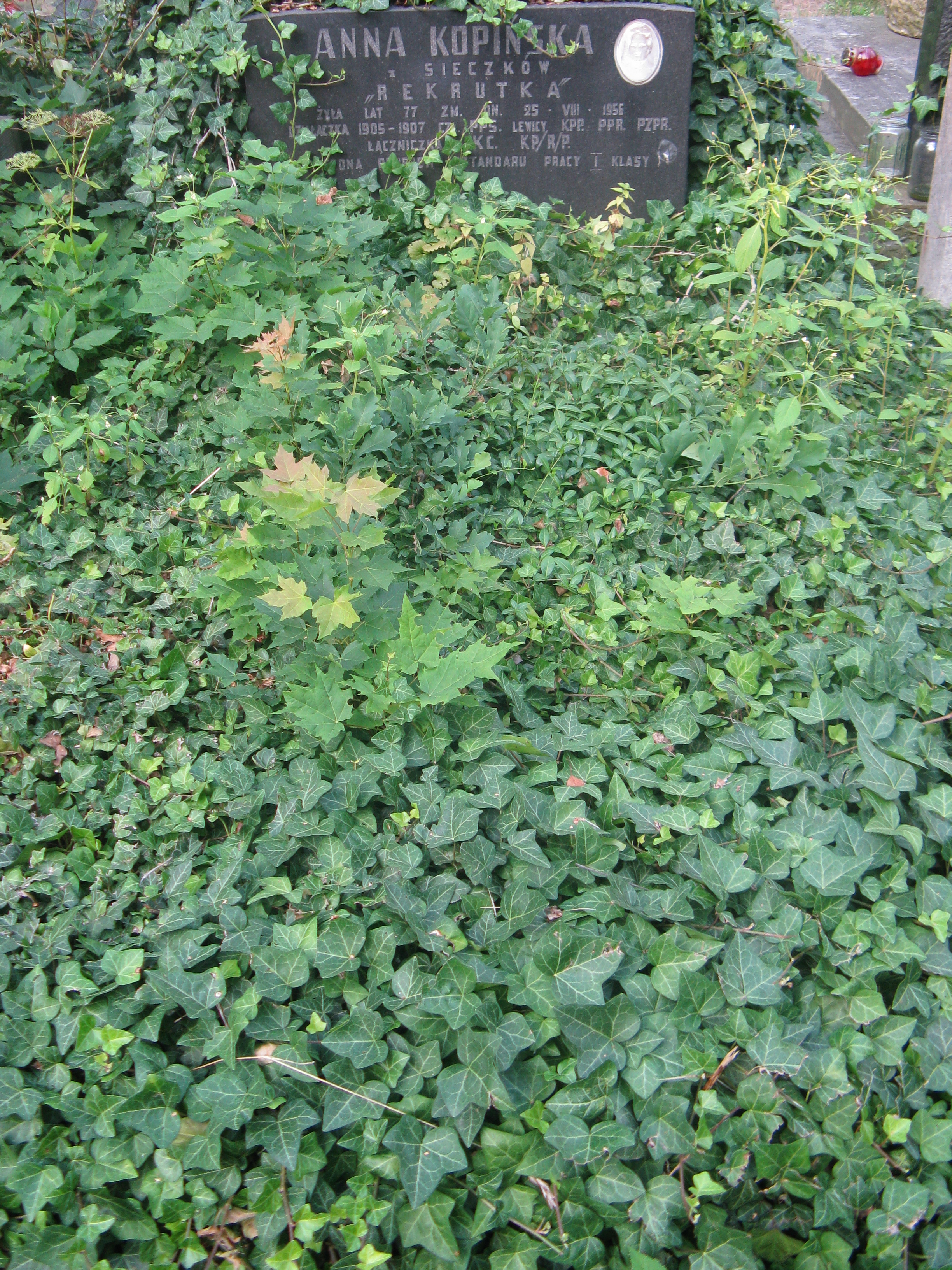
Grób Anny Kopińskiej na Cmentarzu Wojskowym na Powązkach

Anna Kopińska z d. Sieczko pseud. Energiczna, Rekrutka (ur. 25 lipca 1880 w Szymanowie, zm. 26 lipca 1956 w Warszawie) – działaczka socjalistyczna i komunistyczna.
Była córką Pawła, miała skończone zaledwie 2 klasy szkoły podstawowej, od dzieciństwa pracowała. Od 1896 mieszkała z rodzicami w Warszawie, gdzie była robotnicą w fabryce grzebieni, a od 1903 do wybuchu I wojny światowej polerowaczką w fabryce wyrobów platerowanych. W grudniu 1904 poślubiła bojowca PPS Józefa Kopińskiego, pod wpływem którego w 1905 również wstąpiła do PPS. Brała aktywny udział w rewolucji 1905–1907, będąc kolporterką i agitatorką PPS. 10 maja 1906 uczestniczyła w demonstracji zorganizowanej w związku z otwarciem I Dumy Państwowej (podczas tej demonstracji jej mąż został śmiertelnie raniony przez kozaków). Po rozłamie w PPS w listopadzie 1906 przystąpiła do PPS-Lewicy. Działała w technice okręgowej Komitetu Robotniczego w Warszawie, a od 1911 kierowała techniką Warszawskiego Komitetu Robotniczego PPS-Lewicy. W 1914 współorganizowała kuchnię robotniczą na Woli i była w zarządzie kuchni robotniczej „Manufaktury Drezdeńskiej” była również kucharką. 1916–1918 gospodyni Klubu im. T. Rechniewskiego, kolporterka prasy PPS-Lewicy i łączniczka w Łodzią i Sosnowcem. W lutym 1918 wybrana do Komisji Sądowej Robotniczej Rady Gospodarczej, 15 grudnia 1918 wzięła udział w ostatnim Zjeździe PPS-Lewicy, a następnego dnia w I Zjeździe KPRP, w której została wkrótce członkinią Komitetu Dzielnicowego (KD) na Woli. Potem pracowała w centralnej technice KPRP i była łączniczką KC KPRP oraz stałą łączniczką Marii Koszutskiej. W 1923 aresztowana i na kilka miesięcy uwięziona w więzieniu „Syberia”. W latach 1924–1925 razem z Wiktorem Białym pracowała w technice Komitetu Warszawskiego KPRP/KPP, a po jego śmierci kierowała tą techniką. 1926–1928 pracowała w redakcji „Trybuny”, a potem w Technice Centralnej (do likwidacji KPP w 1938). Potem została kucharką w Powszechnym Zakładzie Ubezpieczeń Wzajemnych (PZUW). W 1942 wstąpiła do PPR, po wojnie ponownie została kucharką w PZUW, a od 1949 - szatniarką w Szkole Partyjnej przy KC PZPR. W 1955 została odznaczona Orderem Sztandaru Pracy I klasy. Pochowana na wojskowych Powązkach (kwatera B2-10-20).